# Azzedine Ounahi
Azzedine Ounahi (Casablanca, 19 april 2000) is een Marokkaans profvoetballer die doorgaans als middenvelder speelt. Hij verruilde in januari 2023 Angers SCO voor Olympique Marseille. Ounahi debuteerde in 2022 in het Marokkaans voetbalelftal.

## Clubcarrière
Ounahi doorliep de jeugdopleiding van Raja Casablanca alvorens hij verkaste naar AM Football. In 2018 maakte hij als achttienjarige de stap naar Europa door bij RC Strasbourg te tekenen. Ounahi stond twee jaar onder contract bij de club maar debuteerde nooit voor de hoofdmacht. Hij kwam tot vijfendertig optredens in het tweede elftal. Hij speelde toen een jaar voor US Avranches voordat hij werd weggepikt door Ligue 1 club Angers SCO. Hij maakte op 15 augustus 2021 tegen Olympique Lyon (3-0 gewonnen) zijn debuut.

## Clubstatistieken
| Seizoen     | Club                | Competitie  | Competitie | Competitie | Beker | Beker | Internationaal | Internationaal | Totaal | Totaal |
| Seizoen     | Club                | Competitie  | Wed.       | Dlp.       | Wed.  | Dlp.  | Wed.           | Dlp.           | Wed.   | Dlp.   |
| ----------- | ------------------- | ----------- | ---------- | ---------- | ----- | ----- | -------------- | -------------- | ------ | ------ |
| 2021/22     | Angers SCO          | Ligue 1     | 32         | 2          | 1     | 0     | -              | -              | 33     | 2      |
| 2022/23     | Angers SCO          | Ligue 1     | 15         | 0          | 0     | 0     | -              | -              | 15     | 0      |
| Club totaal | Club totaal         | Club totaal | 47         | 2          | 1     | 0     | 0              | 0              | 48     | 2      |
| 2022/23     | Olympique Marseille | Ligue 1     | 7          | 1          | 2     | 0     | -              | -              | 9      | 1      |
| 2023/24     | Olympique Marseille | Ligue 1     | 11         | 2          | 0     | 0     | 6              | 0              | 17     | 2      |
| Club totaal | Club totaal         | Club totaal | 18         | 3          | 2     | 0     | 6              | 0              | 26     | 3      |

Bijgewerkt t/m 4 februari 2024

## Interlandcarrière
Ounahi speelde in 2018 twee wedstrijden voor Marokko –20.
Hij werd opgenomen in de definitieve selectie van toenmalig bondscoach van het Marokkaans voetbalelftal Vahid Halilhodžić voor de Afrika Cup 2021 (gehouden in 2022) in Kameroen. Hij maakte zijn debuut voor De leeuwen van de Atlas op dat toernooi met een basisplaats in de eerste poulewedstrijd tegen Ghana.
1 Rulli ·
3 Merlin ·
5 Balerdi  ·
6 Garcia ·
7 Carboni ·
8 Maupay ·
9 Wahi ·
10 Greenwood ·
11 Harit ·
12 De Lange ·
13 Cornelius ·
14 Moumbagna ·
17 Rowe ·
18 Meïté ·
19 Kondogbia ·
20 Brassier ·
21 Rongier ·
22 Sternal ·
23 Højbjerg ·
24 Mughe ·
25 Rabiot ·
29 Lirola ·
34 Nadir ·
36 Blanco ·
37 Soglo ·
44 Henrique ·
48 Abdallah ·
51 Koné ·
62 Murillo ·
99 Mbemba ·
Coach: De Zerbi
· Assistent-coach: Abardonado
1 Bounou ·
2 Hakimi ·
3 Mazraoui ·
4 Amrabat ·
5 Aguerd ·
6 Saïss  ·
7 Ziyech ·
8 Ounahi ·
9 Hamdallah ·
10 Zaroury ·
11 Sabiri ·
12 Munir ·
13 Chair ·
14 Aboukhlal ·
15 Amallah ·
16 Ezzalzouli ·
17 Boufal ·
18 El Yamiq ·
19 En-Nesyri ·
20 Dari ·
21 Cheddira ·
22 Tagnaouti ·
23 El Khannous ·
24 Benoun ·
25 Attiyat Allah ·
26 Jabrane ·
Coach: Regragui
|}